# Thayngen
Thayngen − miejscowość i gmina w północnej Szwajcarii, w kantonie Szafuza, w niemieckojęzycznej części kraju. 1 stycznia 2004 do gminy przyłączono gminę Barzheim, a 1 stycznia 2009 gminy Altdorf, Bibern, Hofen i Opfertshofen.

## Demografia
W Thayngen mieszka 5690 osób. W 2021 roku 24,5% populacji gminy stanowiły osoby urodzone poza Szwajcarią. 

## Transport
Przez teren gminy przebiegają autostrada A4 oraz drogi główne nr 15 i nr 331.
Znajduje się tutaj również stacja kolejowa Thayngen.